# إستاد بيرجير
إستاد بيرجير هو ملعب رياضي سابق يقع في شمال شرق باريس، فرنسا، ويقع في الحي التاسع عشر بالعاصمة الفرنسية. بني في أغسطس 1918 بدعم مالي من جاك سيجراند. كانت سعته حوالي 15000، وتم تسميته على اسم روبرت بيرجير، لاعب الرجبي الفرنسي الشاب الذي توفي عن عمر يناهز 20 عامًا في الحرب العالمية الأولى.
كان ملعب بيرجيري يستخدم بشكل أساسي لمباريات كرة القدم، وكان موطنًا لفريق أولمبيك باريس. كما أقيمت هناك أيضًا لعبة الرجبي وسباقات المضمار والميدان والعديد من الأنشطة الأخرى (مثل السيرك). في عام 1924، أقيمت هنا العديد من مباريات كرة القدم والرجبي للألعاب الأولمبية. ومع ذلك، بعد عامين فقط، تم هدمه لأن مدينة باريس، التي كانت تنمو بسرعة، كانت بحاجة إلى مساحة للسكن. احتفظ الحي باسم بيرجير، المعروف اليوم باسم بوتي بيرجير.